# Papierfabriek Roermond
De Papierfabriek Roermond is een bedrijf uit Roermond dat van oud papier nieuw papier maakt. Dit gerecycled papier wordt elders verwerkt tot golfkartonnen verpakkingen. Het bedrijf maakt deel uit van Smurfit Kappa.

## Geschiedenis
De Roermondse papierfabricage begon in 1807. In 1834 werd door de firma Burghoff, Magnée & Cie. de eerste papiermachine van Nederland aangeschaft. Hoewel aldus vooruitstrevend ging het bedrijf aanvankelijk niet mee met de omschakeling van lompen op cellulose als grondstof: Papier van hout maken, ziet ge, daar doe ik niet aan mee is een uitspraak van de fabrikant uit die tijd. Het bedrijf vervaardigde krantenpapier van de veel duurdere lompen en ging daar in 1883 failliet aan.

### Grijspapier
In 1937 begon de papierfabricage op de huidige locatie. Het betrof grijspapier dat vervaardigd werd door de  'NV Limburgse Papierfabriek Nestleroy'. Grijspapier is een basisproduct voor golfkarton en wordt vervaardigd van oud papier.
In 1952 werd de fabriek overgenomen door De Boer en Slooten en ging 'NV Papierfabriek Roermond' heten. Dit bedrijf werd in 1963 door het Finse Enso-Gutzeit overgenomen.
In 1965 werd een contract met Philips gesloten voor de levering van grijspapier, aangezien Philips zelf niet meer wilde investeren in deze sector. De Finse eigenaren waren uiteindelijk niet in dit product geïnteresseerd en wilden de fabriek verkopen. Ze werd in 1971 overgenomen door Bührmann-Tetterode (BT), waarop Philips zijn papierproductie staakte en Papierfabriek Roermond uitgroeide tot de grootste producent van gerecycled papier ter wereld. Daarnaast wordt golfkarton geproduceerd.
In de periode na 1971 werden veel moderniseringen doorgevoerd. Een naamsverandering in 'Roermond Papier BV' vond plaats in 1985, nadat het jaar daarvoor een joint venture was aangegaan door Bührmann-Tetterode met de 'Koninklijke Nederlandse Papierfabriek' (KNP). In 1987 werd 'SST' overgenomen en 'Recycled Paper Europe' opgericht. 

### Fusies
In 1993 kwam door een fusie van KNP, BT, en de VRG-Groep de 'Koninklijke KNP BT' tot stand. Bij een managementbuy-out werd vervolgens in 1998 de groep Kappa Packaging opgericht. Dit leidde in 2001 tot de naamsverandering van het Roermondse bedrijf in 'Kappa Roermond Papier BV'. Na een fusie met Jefferson Smurfit werd in 2005 die naam gewijzigd in 'Smurfit Kappa Roermond Papier BV'.
In 2019 werken 270 mensen bij Smurfit Kappa Roermond Papier. Jaarlijks wordt er ruim 630.000 ton nieuw papier geproduceerd.